# Elise Vantruijen
Elise Louise Vantruijen (Anderlecht, 13 april 1906 - onbekend) was een Belgisch atlete en voetbalster. Zij nam eenmaal deel aan de Olympische Spelen.

## Biografie
Vantruijen verbeterde in 1923 met een sprong van 5,01 m het Belgisch record verspringen. Het jaar nadien verbeterde dit record met 2 cm. In 1928 bracht ze het record naar 5,045 m. In 1930 sprong ze tijdens een interland Frankrijk-België 5,14 m.

### Officieus wereldrecord hoogspringen
Op een achtlandenmeeting in Londen op Stamford Bridge in 1924 won Elise Vantruijen het hoogspringen met een sprong van 1,512, een wereldrecord. Dit record werd echter nooit gehomologeerd.

### Olympische Spelen
In 1928 nam Vantruijen op dat nummer deel aan de Olympische Spelen in Amsterdam, waar ze in de finale zeventiende werd. Ze kwam op de Spelen ook uit op de 4 x 100 m, waarop zij samen met Léontine Stevens, Rose Van Crombrugge en Juliette Segers het Belgische team vormde. Het viertal werd uitgeschakeld in de reeksen.

### Voetbal
Vantruijen speelde buiten het atletiekseizoen ook voetbal. Ze was doelvrouw.
In 1924 debuteerde Vantruijen in de nationale ploeg van België.

### Clubs
Vantruijen was voor atletiek en voetbal aangesloten bij Brussels Femina Club. Ze stapte over naar William Elie Club.

## Belgische kampioenschappen
| onderdeel    | jaar                                          |
| ------------ | --------------------------------------------- |
| 80 m         | 1923, 1924                                    |
| 100 m        | 1929                                          |
| 300 m        | 1923                                          |
| hoogspringen | 1922, 1923, 1924, 1925, 1928 1931, 1935       |
| verspringen  | 1922, 1923, 1924, 1925, 1928 1930, 1931, 1932 |

## Persoonlijke records
| Onderdeel    | Prestatie | Datum           | Plaats  |
| ------------ | --------- | --------------- | ------- |
| hoogspringen | 1,51 m    | 4 augustus 1924 | Londen  |
| verspringen  | 5,14 m    | 20 juli 1930    | Brussel |

## Palmares

### 80 m
- 1921:  BK AC
- 1922:  BK AC
- 1923:  BK AC – 10,9 s
- 1923:  BK AC – 10,5 s

### 100 m
- 1928:  BK AC
- 1929:  BK AC – 13,6 s
- 1932:  BK AC

### 300 m
- 1922:  BK AC
- 1923:  BK AC – 45,6 s (NR)

### hoogspringen
- 1922:  BK AC – 1,35 m
- 1923:  BK AC – 1,35 m
- 1924:  BK AC – 1,40 m
- 1925:  BK AC – 1,35 m
- 1928:  BK AC – 1,48 m
- 1928: 17e OS in Amsterdam – 1,40 m
- 1929:  BK AC – 1,42 m
- 1930:  BK AC – 1,45 m
- 1931:  BK AC – 1,45 m
- 1935:  BK AC – 1,45 m
- 1937:  BK AC – 1,35 m

### verspringen
- 1922:  BK AC - 4,62 m
- 1923:  BK AC - 4,68 m
- 1924:  BK AC - 4,735 m
- 1925:  BK AC - 4,72 m
- 1928:  BK AC - 4,99 m
- 1929:  BK AC – 4,93 m
- 1930:  BK AC – 4,88 m
- 1931:  BK AC – 5,06 m
- 1932:  BK AC – 4,96 m
- 1935:  BK AC – 4,74 m
- 1937:  BK AC – 4,64 m

### 4 × 100 m
- 1928: 4e reeks OS in Amsterdam